# アンドレス・ゴメス
アンドレス・ゴメス・サントス（Andrés Gómez Santos, 1960年2月27日 - ）は、エクアドル・グアヤキル出身の元男子プロテニス選手。1990年の全仏オープン男子シングルス優勝者で、当地が生んだ最大のスポーツ選手として知られる。ダブルスでも1986年の全米オープンと1988年の全仏オープンで、4大大会男子ダブルス2勝がある。左利き。自己最高ランキングはシングルス4位、ダブルス1位。ATPツアーでシングルス21勝、ダブルス33勝を挙げた。オールラウンド・プレーヤーで、重厚なサービスや鋭いボレー、きびきびしたスピン・ボールを駆使するスタイルのテニスを得意とした。

## 選手経歴
ゴメスは1978年から男子テニス国別対抗戦・デビスカップのエクアドル代表選手になり、翌1979年にプロ入りした。プロ入りの翌年から、ゴメスはダブルスで優れた力量を発揮し始め、1980年にダブルスで年間4勝を獲得する。1981年は9月のフランス・ボルドー大会でシングルス初優勝を果たし、ダブルスで年間7勝を記録したが、当時彼がよくパートナーを組んでいた選手は、チリのハンス・ギルデマイスターであった。1984年にゴメスはシングルスでも著しい躍進を見せ、男子ツアー大会のシングルスで年間5勝を挙げ、4大大会でも全仏オープン・ウィンブルドン・全米オープンの3大会連続でベスト8に入り、世界ランキングを5位に上げた。1986年の全米オープン男子ダブルスで、ゴメスはスロボダン・ジボイノビッチ（当時ユーゴスラビア）とペアを組み、決勝でスウェーデンペアのマッツ・ビランデル&ヨアキム・ニーストロム組を 4-6, 6-3, 6-3, 4-6, 6-3 のフルセットで破って初優勝を飾った。1986年はシングルスで年間4勝、ダブルスで全米オープンを含む7勝を挙げている。
1988年、ゴメスは全仏オープンダブルスでエミリオ・サンチェス（スペイン、アランチャ・サンチェス・ビカリオの長兄）とペアを組み、2度目の4大大会男子ダブルス優勝を果たした。ゴメスとサンチェスは、決勝でジョン・フィッツジェラルド（オーストラリア）&アンダース・ヤリード（スウェーデン）組を 6-3, 6-7, 6-4, 6-3 で破っている。この年は日本の「セイコー・スーパー・テニス」でのダブルス優勝もあり、パートナーは2年前の全米オープンと同じスロボダン・ジボイノビッチと組んだ。しかし、この頃のゴメスは単複とも好成績が少なかった。
30歳を迎えた1990年の全仏オープンで、アンドレス・ゴメスにテニス経歴最大のハイライトが訪れる。第4シードから勝ち進んだゴメスは、初進出の決勝で若きアンドレ・アガシと顔を合わせた。南米のベテランと20歳のアメリカの若者の激突は、6-3, 2-6, 6-4, 6-4 でゴメスが制した。こうしてゴメスは、エクアドル出身のテニス選手として最初の4大大会シングルス優勝者になった。初優勝時の年齢「30歳3ヶ月」は、全仏オープンの男子シングルスでは4番目の年長記録となった。（アガシはここからしばらく準優勝が続き、苦しい時期を迎える。）しかし、その後ウィンブルドンと全米オープンで2大会連続初戦敗退に終わる。1991年にはトーナメント出場が激減し、大会前年優勝者としての全仏オープンにも参加できなかった。
ゴメスは1993年に現役を引退した後も、デビスカップには長く参加を続け、親類関係にあるニコラス・ラペンティとのダブルス戦に出場した。現在はコーチとして後進の育成に携わっている。

## 4大大会シングルス成績
略語の説明
| W | F | SF | QF | #R | RR | Q# | LQ | A | Z# | PO | G | S | B | NMS | P | NH |

W=優勝, F=準優勝, SF=ベスト4, QF=ベスト8, #R=#回戦敗退, RR=ラウンドロビン敗退, Q#=予選#回戦敗退, LQ=予選敗退, A=大会不参加, Z#=デビスカップ/BJKカップ地域ゾーン, PO=デビスカップ/BJKカッププレーオフ, G=オリンピック金メダル, S=オリンピック銀メダル, B=オリンピック銅メダル, NMS=マスターズシリーズから降格, P=開催延期, NH=開催なし.

### シングルス
| 大会               | 1979 | 1980 | 1981 | 1982 | 1983 | 1984 | 1985 | 1986 | 1987 | 1988 | 1989 | 1990 | 1991 | 1992 | SR     |
| ------------------ | ---- | ---- | ---- | ---- | ---- | ---- | ---- | ---- | ---- | ---- | ---- | ---- | ---- | ---- | ------ |
| 全豪オープン       | A    | A    | A    | A    | A    | A    | A    | NH   | A    | A    | A    | 4R   | A    | 1R   | 0 / 2  |
| 全仏オープン       | A    | 2R   | 2R   | 4R   | 4R   | QF   | 3R   | QF   | QF   | 2R   | 2R   | W    | A    | 2R   | 1 / 12 |
| ウィンブルドン     | A    | 1R   | A    | 1R   | A    | QF   | A    | 1R   | 4R   | A    | 2R   | 1R   | A    | A    | 0 / 7  |
| 全米オープン       | 2R   | 2R   | 3R   | A    | 4R   | QF   | A    | 2R   | 4R   | 3R   | 3R   | 1R   | 1R   | A    | 0 / 11 |
| チャンピオンシップ |      |      |      |      |      |      |      |      |      |      |      |      |      |      |        |
| マスターズカップ   | A    | A    | A    | A    | QF   | A    | SF   | RR   | A    | A    | A    | RR   | A    | A    | 0 / 5  |
| Year End Ranking   | 61   | 44   | 37   | 15   | 14   | 5    | 15   | 10   | 11   | 24   | 17   | 6    | 70   | 179  |        |

### ダブルス
| 大会           | 1979 | 1980 | 1981 | 1982 | 1983 | 1984 | 1985 | 1986 | 1987 | 1988 | 1989 | 1990 | 1991 | 1992 | SR     |
| -------------- | ---- | ---- | ---- | ---- | ---- | ---- | ---- | ---- | ---- | ---- | ---- | ---- | ---- | ---- | ------ |
| 全豪オープン   | A    | A    | A    | A    | A    | A    | A    | NH   | A    | A    | A    | 1R   | A    | 2R   | 0 / 2  |
| 全仏オープン   | A    | 2R   | 2R   | A    | 1R   | 1R   | A    | 2R   | 3R   | W    | 1R   | A    | A    | 1R   | 1 / 9  |
| ウィンブルドン | A    | A    | A    | A    | A    | 1R   | A    | 1R   | SF   | A    | A    | A    | A    | A    | 0 / 3  |
| 全米オープン   | 2R   | 1R   | 1R   | A    | 1R   | 1R   | A    | W    | SF   | 3R   | 2R   | A    | 3R   | A    | 1 / 10 |